# Serie 2 (DBU København)
 For alternative betydninger, se Serie 2. (Se også artikler, som begynder med Serie 2)
Serie 2 (DBU København) er den ottendebedste fodboldrække (en blandt flere), i dansk fodbold.
Det er den tredjebedste fodboldrække for herrer administreret af lokalunionen DBU København.

## Nuværende hold i Serie 2, Pulje 1
| Nuværende hold i Serie 2, Pulje 1 |
| --------------------------------- |
| Amager FF                         |
| SC Amager                         |
| BK Amalie                         |
| CBS Sport                         |
| CIK                               |
| FC Culpa                          |
| FC ESPM                           |
| BK FIX                            |
| KFB                               |
| FC Nyhavn                         |
| Nørrebro United                   |
| FK Prespa                         |
| Sønderbro Fight                   |
| Valby BK                          |